# Catedral de San Pedro (Aleth)
La desaparecida catedral de San Pedro o simplemente catedral de Aleth (en francés: Cathédrale Saint-Pierre d’Aleth) fue una iglesia católica hoy en ruinas erigida en Saint-Servan en Saint-Malo, Bretaña, al norte de Francia. Era la catedral de la diócesis de Aleth.
Aleth era un asentamiento galo-romano en una península en un lado del estuario del Rance. El obispado se estableció en el siglo IX. La catedral fue destruida por los invasores normandos en el siglo X, pero más tarde fue reconstruida.
El emplazamiento de Aleth no era un lugar seguro y la ciudad de Saint-Malo había comenzado a crecer en un sitio mucho mejor defendible en un islote rocoso en el estuario. En 1146, la sede del obispado de Aleth fue trasladada a Saint-Malo por el entonces obispo Jean de Châtillon, y establecida en un monasterio que se había fundado en 1108. El obispado se convirtió así en la diócesis de Saint-Malo y la iglesia abacial catedral de Saint-Malo, reemplazó a la catedral de Aleth.
La competencia con la nueva ciudad llegó a un punto culminante en 1255, cuando el resentimiento en Aleth por las demandas de impuestos de Saint-Malo dieron lugar a un conflicto armado. Aleth perdió, las murallas, la fortaleza y la iglesia, que fueron desmanteladas como castigo. Las antiguas ruinas de la catedral todavía se pueden ver en la antigua comuna de Saint-Servan que ocupa la zona de la antigua Aleth.
Está protegida como monumento histórico desde 1910.

## Galería de imágenes

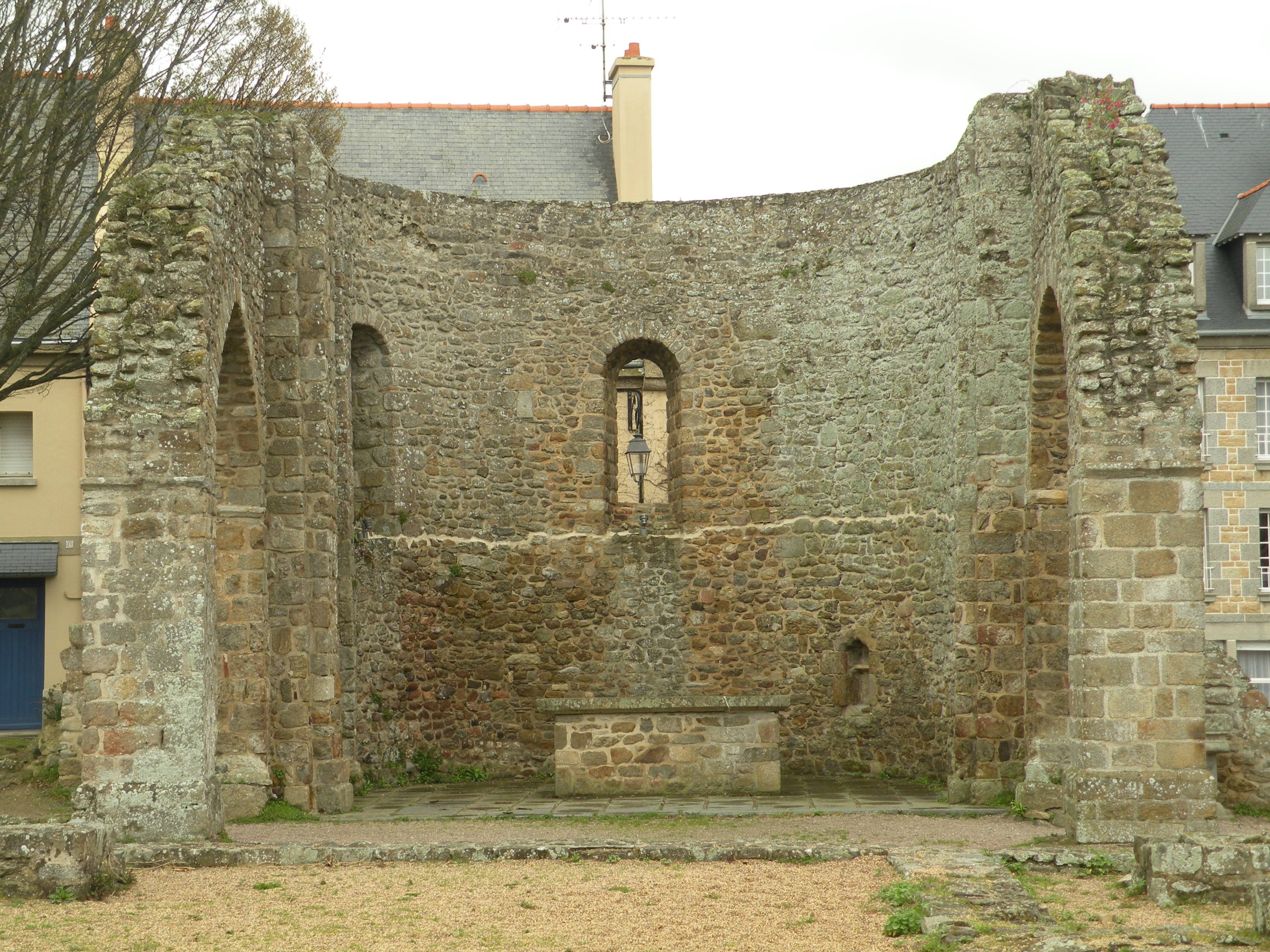
El coro
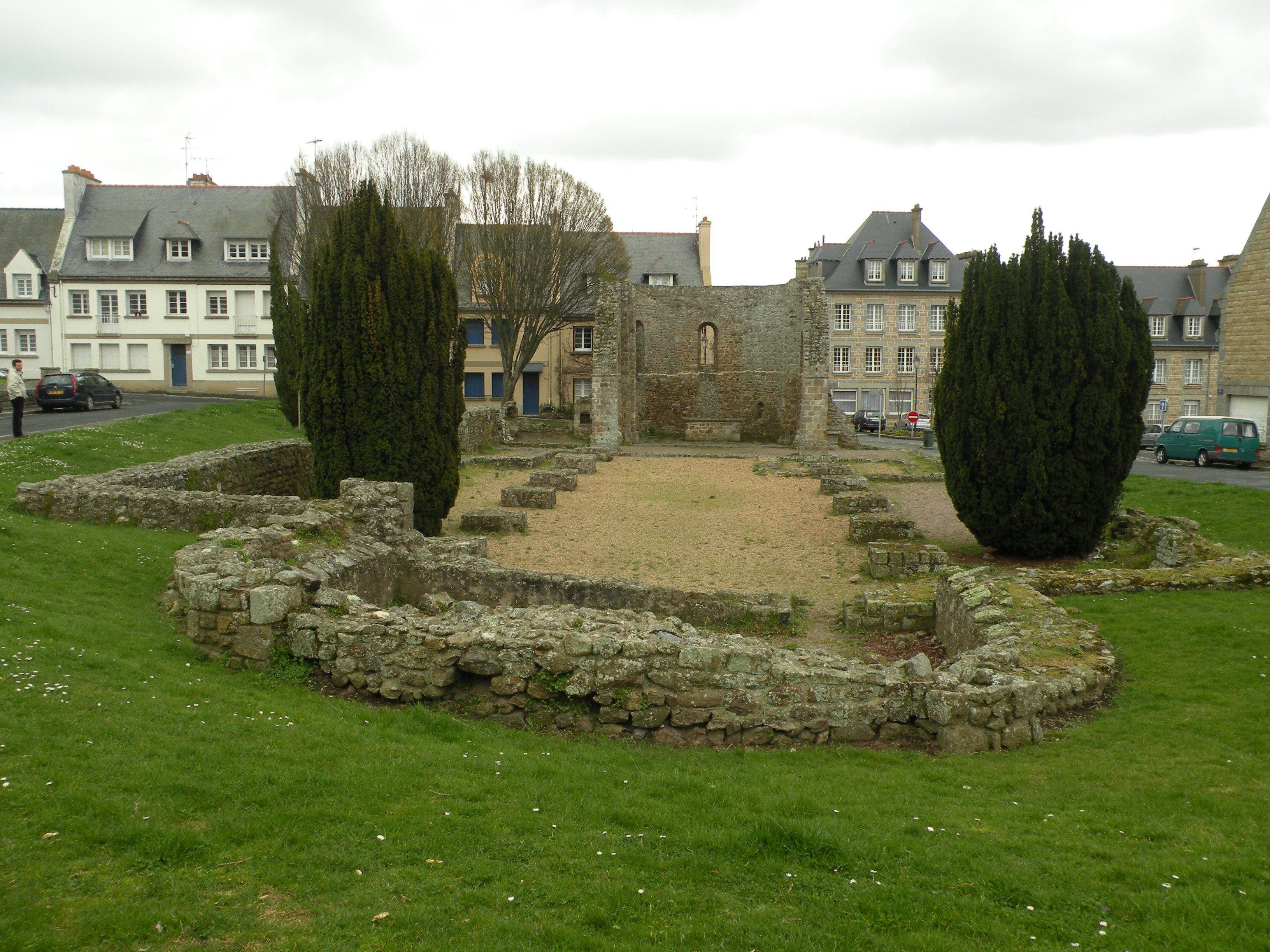
Vista del conjunto desde el porche oeste
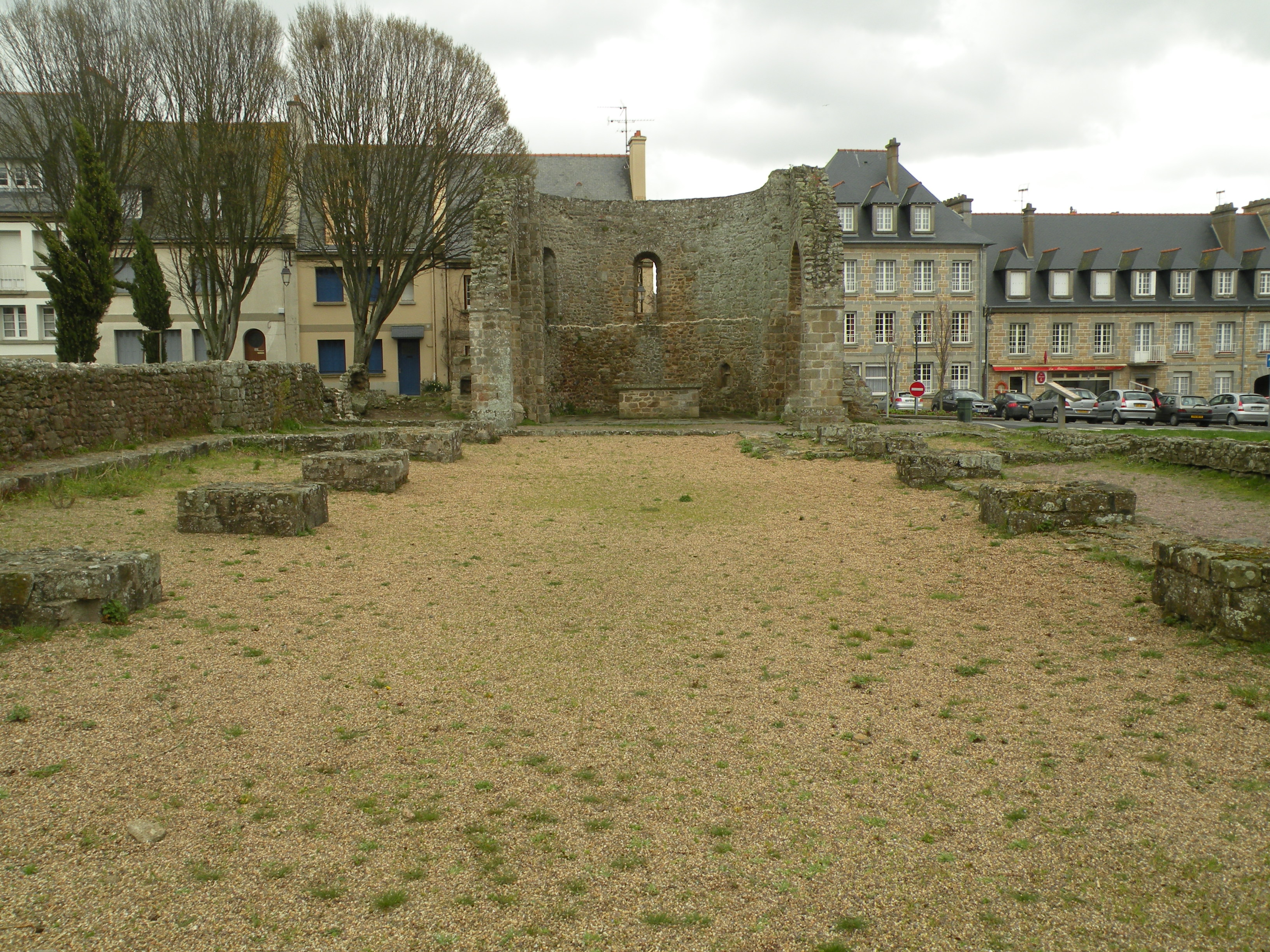
Vestigios de la nave
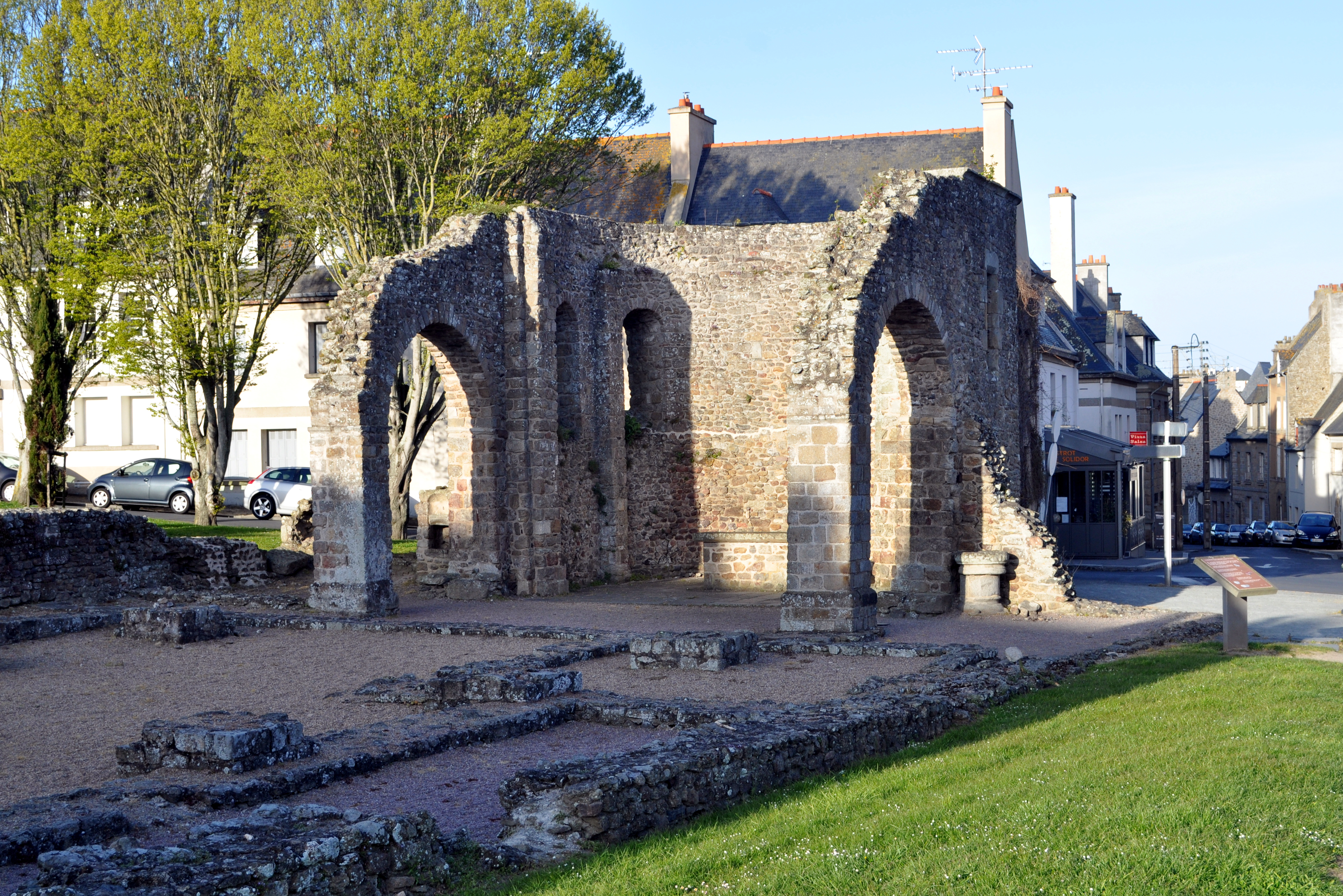
Otra Vista del sitio
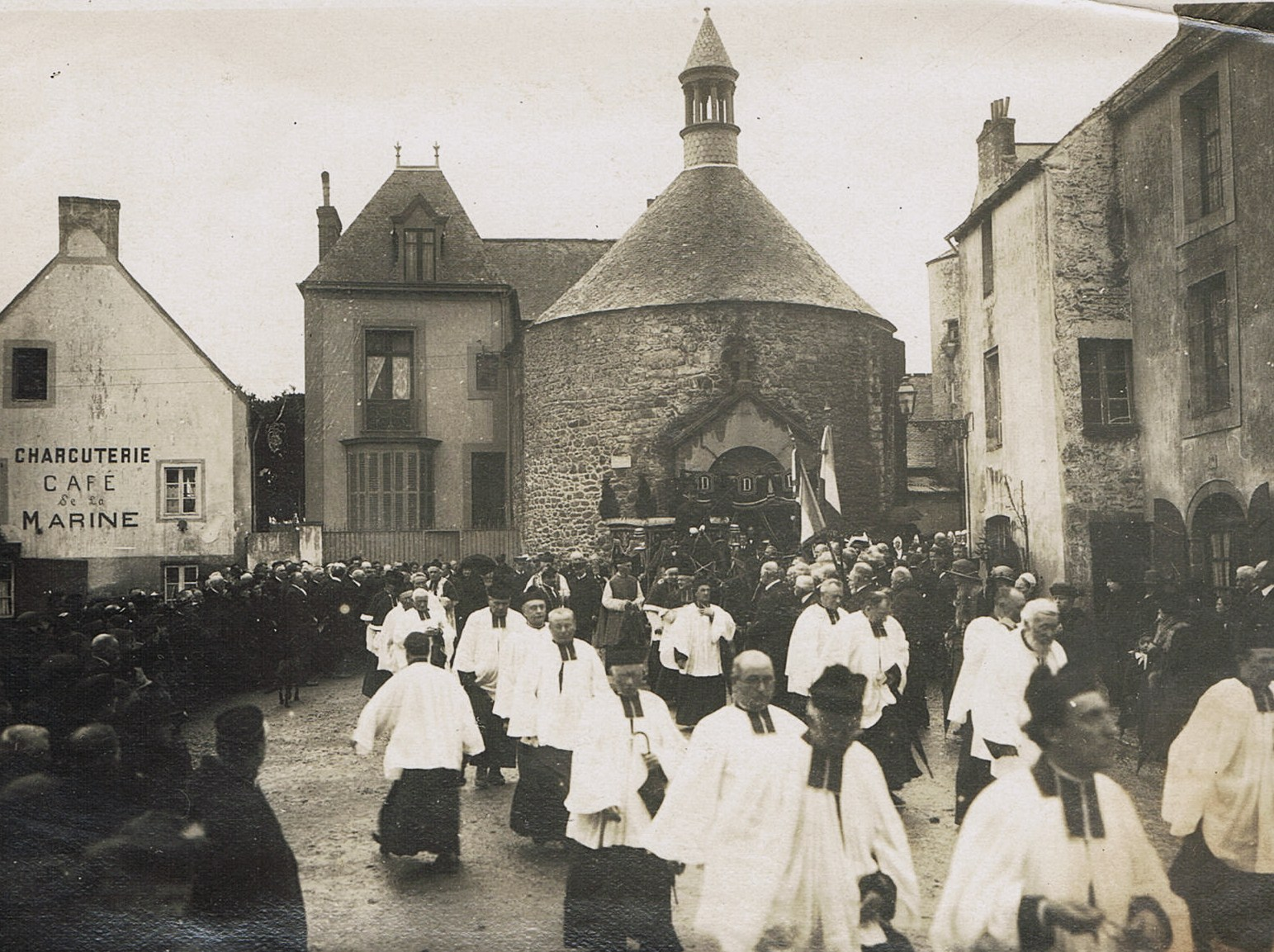
Los obsequios de Louis Duchesne a la capilla Saint-Pierre